# Country Club Hills (Illinois)
Country Club Hills je grad u američkoj saveznoj državi Ilinois. Prema popisu stanovništva iz 2010. u njemu je živjelo 16.541 stanovnika.